# Heteropterys umbellata
Heteropterys umbellata (flor de mariposa) es una especie de planta trepadora, endémica de Argentina, Brasil, Paraguay, Uruguay

## Descripción
Es un arbusto trepador, y su hábitat natural son los bordes de los ríos.

## Taxonomía
Heteropterys umbellata fue descrita por Adrien-Henri de Jussieu y publicado en Flora Brasiliae Meridionalis (quarto ed.) 3(21): 25, pl. 166. 1832[1833].
Sinonimia
- Banisteria fruticosa Vell.
- Heteropterys regnellii Miq.
- Heteropterys undulata Ten. ex K.Koch[2]